# Geneviève Contesso
Geneviève Paule France Contesso, née le 3 novembre 1932 à Monte-Carlo (Monaco) et morte le 25 février 2002 dans le XV arrondissement de Paris, est une médecin histopathologiste et une statisticienne française.

## Biographie

### Jeunesse et éducation
Geneviève Contesso est née le 3 novembre 1932,, à Monte-Carlo dans la principauté de Monaco,. Elle est la fille de Lydwine Contesso, née Barelli (première niçoise admise à Centrale en 1923) ingénieure, et d’Emile Contesso, ingénieur lui aussi.
Elle contracte la poliomyélite à 12 ans, dont elle garde des séquelles physiques visibles à l’âge adulte.
Geneviève Contesso fait ses études aux Lycées de Jeunes Filles du Parc Impérial à Nice, comme sa mère avant elle. Elle poursuit ses études à la Faculté de médecine de Paris à partir de 1951.

### Carrière
Une fois son diplôme obtenu, elle est recrutée à l’institut Gustave Roussy en 1967 en tant qu’assistante au Laboratoire d’anatomie pathologiste. Elle devient ensuite cheffe de service en 1980 et cheffe de département d’anatomie pathologique jusqu’en 1987.
Elle est membre de plusieurs institutions comme l’Académie internationale de pathologie, la Société Française du Cancer, la Société Française de Sénologie et de Pathologie Mammaire, la Société anatomique. Elle est membre fondatrice de l'European Musculoskeletal Oncology Society (Société européenne d'oncologie musculo-squelettique).

## Travaux
Geneviève Contesso produit de nombreux travaux sur le cancer du sein qui incluent suivis de patients et analyses statistiques. Considérée comme une figure internationale de la recherche sur le cancer du sein, ses travaux ont contribué à l’amélioration du pronostic des tumeurs et la réduction sensible du taux de mortalité par cancer du sein.

## Publications
Geneviève Contesso est l’autrice d’une dizaine de livres et de plus de 300 publications scientifiques:

### Ouvrages
- Jacques Rouëssé et Geneviève Contesso, Le cancer du sein: à l'usage des praticiens, Hermann, 1985 (ISBN 978-2-7056-6009-3)
- Jacques Rouëssé, Pierre-Marie Martin et Geneviève Contesso, Le praticien face au cancer du sein: de la prévention au traitement, Arnette, 1997 (ISBN 978-2-7184-0831-6)

### Articles scientifiques principaux
- (en) M.-C Mathieu, R Rouzier, A Llombart-Cussac et L Sideris, « The poor responsiveness of infiltrating lobular breast carcinomas to neoadjuvant chemotherapy can be explained by their biological profile », European Journal of Cancer, vol. 40, no 3,‎ février 2004, p. 342–351 (DOI 10.1016/j.ejca.2003.08.015, lire en ligne, consulté le 3 mai 2024)
- (en) R. Arriagada, M.G. Lê, G. Contesso et J.M. Guinebretière, « Predictive factors for local recurrence in 2006 patients with surgically resected small breast cancer », Annals of Oncology, vol. 13, no 9,‎ septembre 2002, p. 1404–1413 (DOI 10.1093/annonc/mdf227, lire en ligne, consulté le 3 mai 2024)

## Distinctions
- Chevalière de la Légion d'honneur en 1997[8],[9],[10].

## Hommages
1. Hommage à Geneviève Contesso par Christian Nezelof et Jean Lemerle dans le Bulletin du Cancer, volume 89, numéro 9[11].
2. Hommage à Geneviève Contesso dans le bulletin de l'académie nationale de médecine[12].